# Günther Schorsten
Günther Schorsten (n. 12 aprilie 1916, Sibiu, Austro-Ungaria – d. 20 mai 1974, München, RFG) a fost un handbalist de etnie germană care a jucat pentru echipa națională a României. Schorsten a fost component al selecționatei în 11 jucători a României care s-a clasat pe locul al șaselea la Olimpiada din 1936, găzduită de Germania. El a jucat în două din cele trei meciuri.
În 1938 Günther Schorsten s-a aflat în lotul selecționatei în 11 jucători a României care s-a clasat pe locul 5 la Campionatul Mondial de Handbal de câmp din Germania.
Günther Schorsten a fost component de bază al clubului Hermannstädter Turnverein(de) din Sibiu (Societatea de Gimnastică Sibiu).